# Grand Prix de Wallonie 1949
La 9e édition du Grand Prix de Wallonie a eu lieu le 8 mai 1949. Elle a été remportée par le Belge Jacques Geus.

## Classement final
Jacques Geus remporte la course en parcourant les 245 kilomètres en 6 h 26 à la vitesse moyenne de 38,082 km/h.
| Classement final, | Classement final, | Classement final, | Classement final, | Classement final, |
|                   | Coureur           | Pays              | Équipe            | Temps             |
| ----------------- | ----------------- | ----------------- | ----------------- | ----------------- |
| 1er               | Jacques Geus      | Belgique          | '                 | en 6 h 26 min 0 s |
| 2e                | René Walschot     | Belgique          |                   |                   |
| 3e                | Jan Van Steen     | Belgique          |                   |                   |
| modifier          |                   |                   |                   |                   |